# Dichotomius quadrinodosus
Dichotomius quadrinodosus là một loài bọ cánh cứng trong họ Bọ hung (Scarabaeidae).